# João José Batista Tubino
João José Batista Tubino (Santana do Livramento em 24 de junho de 1905 – Rio de Janeiro, 11 de maio de 1982) foi um militar e político brasileiro que governou Alagoas em 1966 na condição de governador biônico nomeado pelo Regime Militar de 1964.

## Carreira militar
Em janeiro de 1927 ingressou na Escola Militar do Realengo sendo transferido para Santana do Livramento e Uruguaiana dividindo-se entre o seu estado natal e o antigo Distrito Federal para onde retornou brevemente para auxiliar a vitória da Revolução de 1930 que entronizou Getúlio Vargas no poder e opor-se à Revolução Constitucionalista de 1932. Passada a fase turbulenta dividiu-se entre Minas Gerais, Rio Grande do Sul e São Paulo conforme exigia sua condição de militar. Em suas passagens pela capital do país foi aluno da Escola de Armas e da Escola de Comando e Estado-Maior do Exército integrando depois o próprio estado-maior do Exército. Após viagem de instrução e aperfeiçoamento nos Estados Unidos retornou ao país e foi oficial de gabinete de Canrobert Pereira da Costa, Ministro da Guerra no governo Eurico Gaspar Dutra. Após deixar o cargo foi adido chefe de missão militar brasileira no Paraguai.
Em Campo Grande comandou a IV Divisão de Cavalaria e comandou interinamente a IX Região Militar. Exerceu cargos de direção no Ministério da Guerra e no I Exército até ser transferido para Maceió em dezembro de 1955 subordinando-se à 7.ª Região Militar. De volta ao Rio de Janeiro foi instrutor na Escola Superior de Guerra. Em outubro de 1960 fez uma nova viagem aos Estados Unidos e foi chefe da 3ª seção do Estado-Maior das Forças Armadas (EMFA) entre março de 1961 e abril de 1963 nos governos de Jânio Quadros, Ranieri Mazzilli e João Goulart. Ao deixar o posto foi levado à reserva como General de Divisão.
Em 3 de outubro de 1965 houve eleição direta para governador em onze estados,. todavia o o resultado em Alagoas foi invalidado ante a ausência de vitória por maioria absoluta de votos segundo previa a Emenda Constitucional nº 13 de 8 de abril de 1965 e como a Assembleia Legislativa declinou em resolver a contenda em um primeiro momento, o presidente Castelo Branco nomeou o General João Tubino para administrar o estado até que os deputados estaduais elegessem Lamenha Filho como novo governador.